# Boa constrictora
La boa constrictora (Boa constrictor) és una espècie de serp de la família dels bòids llarga i pesant. Es troba a Amèrica central, Sud-amèrica i algunes illes del Carib. El seu patró de color és molt variable però distintiu. Es reconeixen deu subespècies, tot i que algunes d'aquestes són controvertides.